# Heavy Metal Payback Live
Heavy Metal Payback Live ist das dritte Live- und Videoalbum des Berliner Rappers Bushido. Es erschien am 9. Januar 2009 über sein Label Ersguterjunge und Sony Music. Die DVD ist von der FSK ab 16 Jahren freigegeben.

## Inhalt
Das Album enthält einen Konzertmitschnitt von Bushidos Auftritt am 15. Oktober 2008 vor 15.000 Zuschauern in der O₂ Arena in Berlin. Mit zehn Liedern wurden die meisten von dem zugehörigen Studioalbum Heavy Metal Payback entnommen. Weitere gespielte Stücke stammen von seinen vorher veröffentlichten Studioalben Vom Bordstein bis zur Skyline (zwei Songs), Von der Skyline zum Bordstein zurück (ein Track) und 7 (drei Stücke). Außerdem ist je ein Titel aus dem Labelsampler Alles Gute kommt von unten sowie von Chakuzas Studioalbum City Cobra enthalten. Beim Konzert wird Bushido von den damals bei Ersguterjunge unter Vertrag stehenden Künstlern Kay One, Nyze, Chakuza und DJ Stickle unterstützt.
Die DVD enthält zudem u. a. ein Making Of sowie die Musikvideos zu den Liedern Ching Ching und Für immer jung.

## Covergestaltung
Das Albumcover zeigt Bushido beim Auftritt auf der Bühne. Er trägt ein weißes T-Shirt mit dem Schriftzug Berlin und hält sich ein Mikrofon vor den Mund. Im oberen Teil des Bildes befindet sich der Titel Heavy Metal Payback Live in orangen, schwarzen und weißen Buchstaben. Rechts auf dem Cover kann man Bushidos Logo, das aus schwarzem Rauch gebildet wird, sehen. Der Hintergrund ist in grauen Farbtönen gehalten.

## Titelliste
CD 1:
| #  | Titel                                 | Länge | Album                         |
| -- | ------------------------------------- | ----- | ----------------------------- |
| 1  | Gangsta                               | 7:29  | Heavy Metal Payback           |
| 2  | Paragraph 117                         | 4:40  | Heavy Metal Payback           |
| 3  | Merk dir eins                         | 3:59  | Heavy Metal Payback           |
| 4  | Die Träne fällt                       | 4:50  | Heavy Metal Payback           |
| 5  | Zeiten ändern sich                    | 6:00  | 7                             |
| 6  | Hai Life                              | 5:14  | Heavy Metal Payback           |
| 7  | Berlin                                | 2:09  | Vom Bordstein bis zur Skyline |
| 8  | Bei Nacht                             | 3:52  | Vom Bordstein bis zur Skyline |
| 9  | Dieser eine Wunsch                    | 4:58  | 7                             |
| 10 | 1, 2, 3, 4 (Vielen Dank Aggro Berlin) | 4:08  | Heavy Metal Payback           |

CD 2:
| # | Titel                                | Länge | Album                                |
| - | ------------------------------------ | ----- | ------------------------------------ |
| 1 | Alles Gute kommt von unten           | 5:14  | Alles Gute kommt von unten           |
| 2 | Alles verloren                       | 6:03  | 7                                    |
| 3 | Hunde, die bellen, beißen nicht      | 6:51  | Heavy Metal Payback                  |
| 4 | Von der Skyline zum Bordstein zurück | 5:30  | Von der Skyline zum Bordstein zurück |
| 5 | Outro                                | 2:10  |                                      |
| 6 | Rolling Stone                        | 5:10  | Heavy Metal Payback                  |
| 7 | Für immer jung                       | 6:13  | Heavy Metal Payback                  |
| 8 | Eure Kinder                          | 5:28  | City Cobra                           |
| 9 | Ching Ching                          | 4:41  | Heavy Metal Payback                  |

Zusatzmaterial der DVD:
| # | Titel                  | Länge |
| - | ---------------------- | ----- |
| 1 | Making Of              | 1:12  |
| 2 | Ching Ching - Video    | 4:19  |
| 3 | Für immer jung - Video | 4:29  |
| 4 | Galerie                | 4:06  |

## Chartplatzierungen
Die Verkäufe des Albums werden mit denen des Studioalbums Heavy Metal Payback zusammen gewertet: Nach Veröffentlichung des Livealbums stieg es von Platz 60 auf Rang 5 in den deutschen Charts und hielt sich noch sieben Wochen in den Top 100.

## Rezeption
| Professionelle Bewertungen | Professionelle Bewertungen |
| -------------------------- | -------------------------- |
| Kritiken                   |                            |
| Quelle                     | Bewertung                  |
| cdstarts.de                | [ 3 ]                      |

Die Internetseite cdstarts.de gab dem Album drei von möglichen zehn Punkten:

„Die Live-Tracklist [ist] der des Studiowerks sehr ähnlich (zehn Überschneidungen) und wird nur von ein paar, hüstel, Klassikern wie „Von der Skyline zum Bordstein zurück“ ergänzt. […] Was der Käufer am mittlerweile dritten Livealbum in drei Jahren finden soll, bleibt dem Rezensenten ein Rätsel. Der künstlerische Output rechtfertigt jedenfalls nicht die in Waschkörben auf den Markt gekübelten Live-CDs. Das sind bloß noch Souvenirs, die am Ende der Ära Bushido (ebenfalls waschkörbeweise) auf Flohmärkten zu finden sein werden.“